# Syntetaza glutationowa

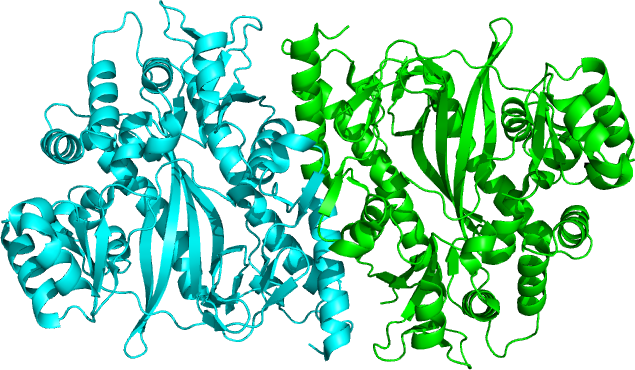
Struktura syntetazy glutationowej drożdży (PDB: 1M0W)

Syntetaza glutationowa, GHS (EC 6.3.2.3) – drugi enzym w ścieżce biosyntezy glutationu. Katalizuje połączenie γ-glutamylocysteiny z glicyną tworząc ostatecznie glutation. Ligaza ta jest silnym przeciwutleniaczem. Homologii enzymu występują pospolicie w wielu organizmach, w tym u bakterii, drożdży, ssaków i roślin.